# オンデマンド印刷機
オンデマンド印刷機（オンデマンドいんさつき）は、オンデマンド印刷向けの印刷機。注文印刷機のこと。
オンデマンドは on demand（要求に応じて）をカタカナ読みにしたもの。印刷技法としてコンピュータのデータをそのまま印刷機に送り込んで直接印刷するデジタル印刷技法と同義で使われる場合が多いが、オンデマンド印刷自体は単に少部数短納期をさす用語で、印刷技法ではない。ただ実際にそれを実行できる印刷機がデジタル技術を駆使したオンデマンド印刷機と呼ばれる印刷機しかないため、デジタル印刷と混同されて使われている。

## 経緯
1990年に印刷機上で刷版を作成する Heiderberg GTO-DI や、液体トナー方式の Indigo E-Print などの発表が相次ぎ、すぐにオンデマンド印刷が印刷の主流になるかのように言われたが、そうはならなかった。1993年に Xerox が固体トナー方式の DocuTech を発売して以後徐々に普及しているが、1990年代前半に予想されたほど広くは使われていない。DocuTech などの電子印刷機は結局コンピュータのプリンタその物で、プリンタやコピーが高速になればそのまま印刷機となってしまうことを示唆している。
近年 Xerox の独擅場だった市場に、プリンター業界各社が参入している。

## 種類
電子写真式レーザープリンタと同様の構造で感光ドラムを帯電させることによりトナーで文字、画像を形成する。
謄写版式熱で製版する謄写版の技術を応用したものでトナーを使用する電子写真式に比べエマルジョンインクを使用する為、ランニングコストが安く高速で印刷可能な反面、フルカラー印刷や高解像度の印刷は不得手である。
オフセット式オフセット印刷の原版をレーザー等で製版する。高速大量印刷に適する。
インクジェット式インクジェットプリンターと同様の原理で文字、画像を形成する。多数のプリントヘッドを並列にならべているものもある。

## エスプレッソブックマシン（EBM）
アメリカのオンデマンドブックス社（On Demand Books）で製造した『本のATM』 と呼ばれる製本機である。2007年、アメリカ Time 誌の "The Best Invention of the Year 2007″ を受賞。日本国内では2010年12月に三省堂書店神保町本店に導入・設置されている。しかし日本語の書籍についてはタイトル数が伸び悩んでいる。コスト面などから、日本の出版各社は概して及び腰である。

## オンデマンド印刷機メーカー
- オセ
- キヤノン
- コニカミノルタ
- デュプロ
- 日本ヒューレット・パッカード
- 富士フイルムビジネスイノベーション
- リコー
- 理想科学工業